# Asplenium pseudopraemorsum
Asplenium pseudopraemorsum là một loài thực vật có mạch trong họ Aspleniaceae. Loài này được Ching miêu tả khoa học đầu tiên năm 1964.